# 普莱西诉弗格森案
普莱西诉弗格森案（英語：Plessy v. Ferguson），有时简称“普莱西案”，是美国歷史上一个标志性案件，这个判决维护了种族隔离的合法性，使得美国南部各州在公共场合实施的“隔离但平等”的种族隔离法延续了半个多世纪，直到1954年最高法院判决布朗诉托皮卡教育局案及此后国会于1964年通过的民权法、1965年通过的投票权法后，南部各州实施的种族隔离法才彻底消失。

## 事實
1892年6月7日，具有八分之一黑人血统的路易斯安那人權組織公民委员会成员荷马·普莱西（Homer A. Plessy），故意登上东路易斯安那铁路的一辆专为白人服务的列车，根据路易斯安那州1890年实施的吉姆·克劳法，白人和有色人种必须乘坐隔離但平等的车厢。根据该条法律，普莱西看上去像白人，所以不会被拒绝上车。但普莱西事實上被认定为“有色人种”，公民委员会还特意安排了一名有拘捕权的侦探，在车上将普莱西拘捕，罪名是他违反了种族隔离法律，坐上了白人才可以坐的火车，而普莱西对此并不认罪。该案由法官约翰·弗格森（John Howard Ferguson）来处理。弗格森判决铁路公司有权按照州的法律分隔白人与黑人，普莱西被判罚款25美元。普莱西当庭不认罪。普莱西接着向路易斯安那州最高法院控告弗格森法官的裁决，但该法院维持了弗格森的原判。最后一直上诉联邦最高法院。

## 結論
普莱西的律师在上诉时，主要的法律依据是宪法第13、第14修正案，他们认为“吉姆·克劳法”与这两项修正案的精神相违背，因此违宪。1896年5月18日最高法院以7比1判决路易斯安那州实施的种族隔离法没有违宪。最高法院在判决书中表示，没有发现分隔两个种族的做法有违宪法，因为分隔本身并不代表不平等，原告的抗辩是出于自卑，在这个案件中，没有发现提供给白人的专车与提供给黑人的专车有什么不同，因此，判决原告败诉。

## 影響
该案的裁决事实上确认了种族隔离政策的合法性，直到1954年布朗诉托皮卡教育委员会案后，这一政策方才失去其合法地位。